# Hermannia parviflora
Hermannia parviflora är en malvaväxtart som beskrevs av Karl Moritz Schumann. Hermannia parviflora ingår i släktet Hermannia och familjen malvaväxter. Inga underarter finns listade i Catalogue of Life.